# Писар Пістряк (персонаж)
Писар Пістряк (Прокіп Ригорович Пістряк, сотенний писар) — вигаданий персонаж, один з центральних героїв сатирико-фантастичної повісті Григорія Квітки-Основ'яненка «Конотопська відьма».

## Образ
Писар Пістряк — один з центральних героїв, що втілює образ негативного героя — зухвалого шахрая, підступного і мстивого. Втілення зібраних в одній особі негативних рис козацької старшини.

## Характеристика
Пістряк — п'яниця та підла людина, що використовує своє службове становище у власних інтересах. Службові справи в нього є засобом для шахрайства. У вчинках Пістряк хитріший і підступніший, ніж сотник Забрьоха — його безпосередній керівник.
Сотник Забрьоха про Писаря Пістряка:
«…він у нас чоловік з ученою головою, говоре так, що і з десятьма простими головами не розжуєш». 
Писар надто пихатий через своєю вченістю, хоча вченість його надзвичайно обмежена. Жорстокий до селян: вимагає хабарі, зловживає посадовим становищем, глумиться над селянами. Жінок, які відмовили йому та не давали хабарів, Пістряк вважає за відьом. Через це було втоплено декілька ні в чому не повинних жінок. Розпутник.

## Намагання отримати владу
Писар постійно намагається обдурити сотника і завжди йому це легко вдається. Саме Пістряк порадив сотнику не йти з козаками в похід, як того вимагав наказ, а зайнятися, на його думку, більш нагальною справою — знайти відьму, що «вкрала дощ» в Конотопі. Підставивши таким чином сотника, писар планував зайняти його місце.
Але афера вдається не повністю. Забрьоха втрачає свою посаду через відмову виступати у похід. Однак невгамовна жага до влади та деяка «недалекість» Пістряка грають з ним злий жарт. Писаря позбавляють посади через намагання впливати на нового сотника.

### Мова Писаря Пістряка
Мова Пістряка — колоритна, насичена старослов'янізмами й канцеляризмами. Намагається де потрібно і де не потрібно показати свою «вченість», як перевагу над іншими. Мовою нагадує Пана Возного з п'єси Івана Котляревського «Наталка Полтавка».

### Риси характеру Пістряка
- жорстокий;
- хитрий;
- бездушний;
- підступний;
- користолюбний;
- шахрай;
- паразит;
- хабарник;
- п'яниця;
- крутій;
- дурисвіт.